# Cmentarz w Łodzi-Łagiewnikach
Cmentarz rzymskokatolicki w Łodzi-Łagiewnikach – cmentarz przy parafii św. Antoniego, położony przy ul. Okólnej 185 (adres kancelarii), w północnej części Lasu Łagiewnickiego, na północy sąsiaduje z drogą krajową nr 71; nieopodal klasztoru oo. Franciszkanów w Łodzi.
Założony został w 1902 na potrzeby erygowanej parafii św. Antoniego.
Obok kaplicy cmentarnej (zbudowanej w latach 1974–1976) usytuowana jest kwatera żołnierzy Armii Krajowej.
Na cmentarzu znajdują się dwie zbiorowe kwatery nagrobków ojców franciszkanów. Przy głównej kwaterze znajduje się rzeźba bł. Rafała Chylińskiego, natomiast na drugiej rzeźba św. Franciszka. Obie rzeźby zostały odsłonięte w 1997, autorem rzeźb i kwater jest Wojciech Gryniewicz.

## Niektóre osoby pochowane na cmentarzu w Łodzi-Łagiewnikach
- Maria Bukowska-Strzyżewska (1929–2009) – prof. dr hab., chemik
- Zofia Danilewicz-Stysiak (1922–2013) – lekarz-stomatolog, prof. dr Akademii Medycznej w Łodzi
- Edward Dudkiewicz (1898–1939) – nauczyciel, działacz ZNP, redaktor, poseł na Sejm II Rzeczypospolitej, rozstrzelany 12 listopada 1939
- Leon Dyczewski (1936–2016) – franciszkanin, filozof i socjolog
- Hieronim Gieroń (1913–2007) – nauczyciel, żołnierz Batalionów Chłopskich
- Bronisław Górecki (1913–2003) – dr pedagogiki, nauczyciel łódzkich szkół specjalnych, żołnierz AK
- Henryk Jakóbczyk (1917–1989) – dziennikarz i literat
- Władysław Korliński (1933–2018) – profesor zwyczajny dr hab. inż., wykładowca Politechniki Łódzkiej, specjalista w zakresie włókienniczej inżynierii mechanicznej[1][2]
- Henryk Krawczyk (1948–2017) – chemik, profesor Politechniki Łódzkiej
- Lucjan Muszyński (1943–2013) – działacz samorządowy, społecznik, radny Rady Miejskiej w Łodzi trzech pierwszych kadencji (1990-2002) – zdekomunizował łódzkie ulice. Podharcmistrz, brygadier Związku Strzeleckiego „Strzelec”
- Józef Rymwid-Misiak[3] (zm. 18 grudnia 1975) – hm., major, żołnierz AK
- Kazimierz Sioma (1941–2013) – polski aktor
- Zofia Szczerska (1917–1995) – lekarz, harcerka, działaczka społeczna
- Mieczysław Szczerski (1912–1975) – lekarz, żołnierz Armii Krajowej, więzień Workuty
- Marian Wadowski (1897–1939) – urzędnik, poseł na Sejm II Rzeczypospolitej, rozstrzelany 12 listopada 1939
- Izabela Wasiak (1927–1990) – nauczycielka, wydawca drugiego obiegu, żołnierz Powstania Warszawskiego
- Jerzy Wasiak[4][5] (1924–2012) – nauczyciel, kierownik i dyrektor łódzkiej szkoły dla dzieci głuchych
- Tomasz Wasilewski (1877–1939) – nauczyciel, działacz ZNP, senator II Rzeczypospolitej, więzień obozu hitlerowskiego w Radogoszczu, rozstrzelany 12 listopada 1939
- Bronisław Wilczek (1940–1976) – aktor[6].

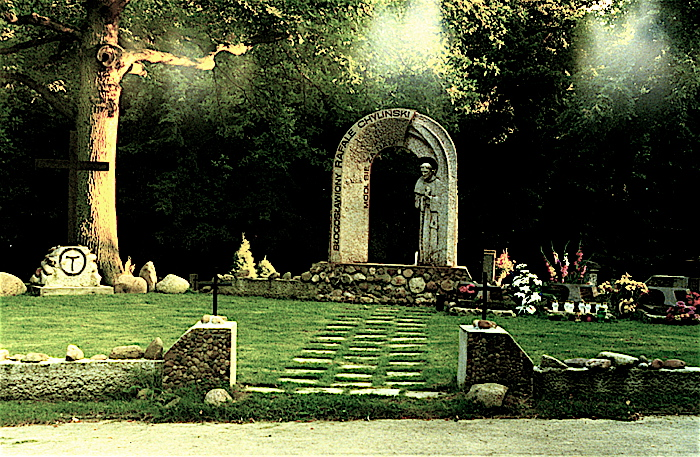
Kwatery ojców franciszkanów
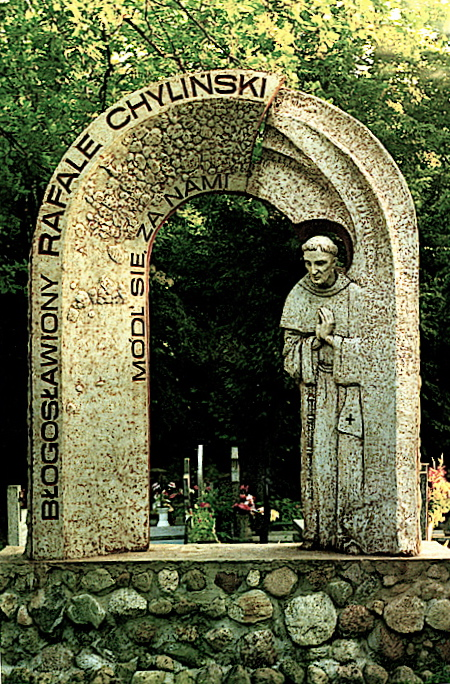
Rafał Chyliński, pomnik autorstwa Wojciecha Gryniewicza
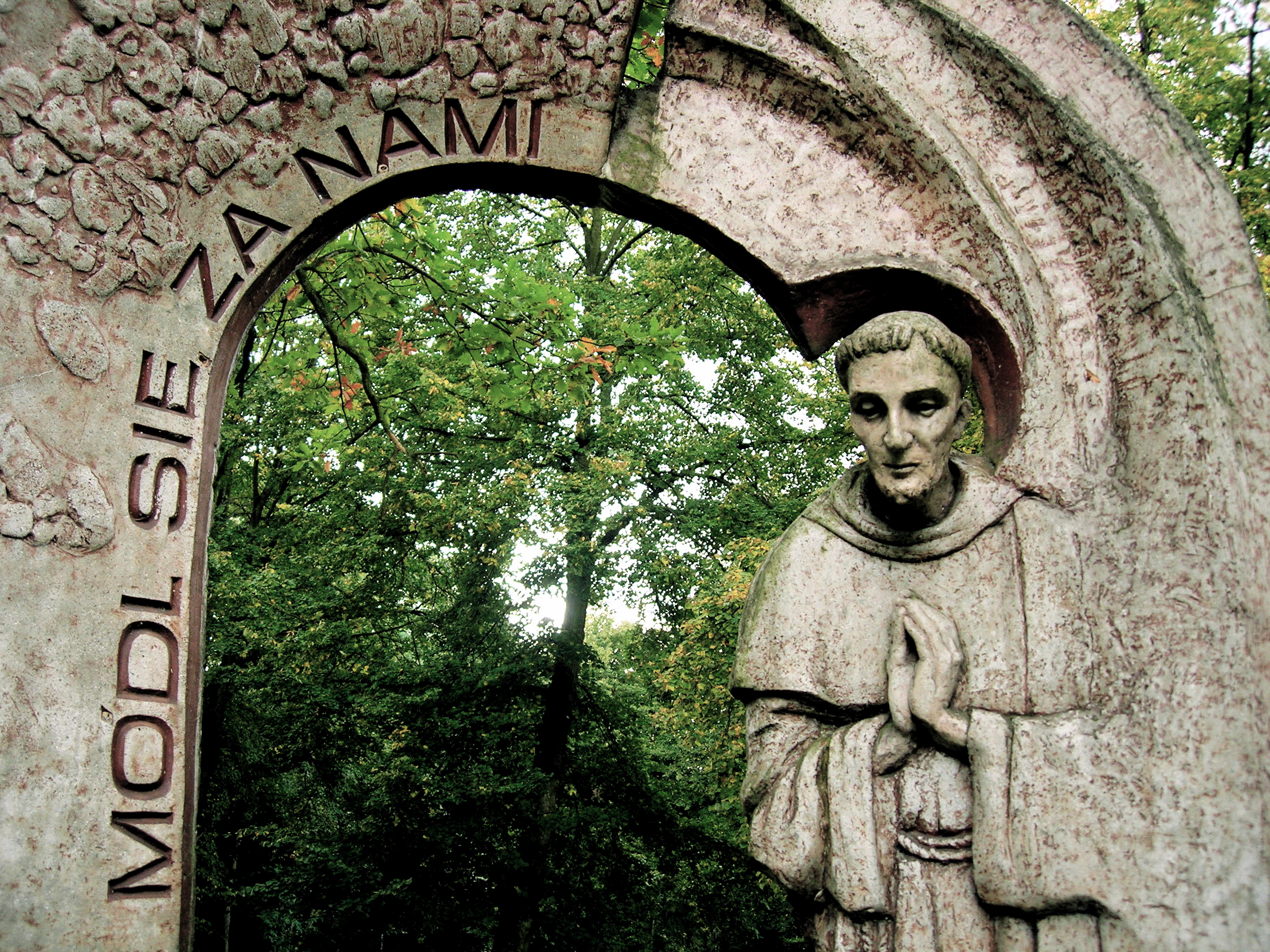
Rafał Chyliński, pomnik autorstwa Wojciecha Gryniewicza
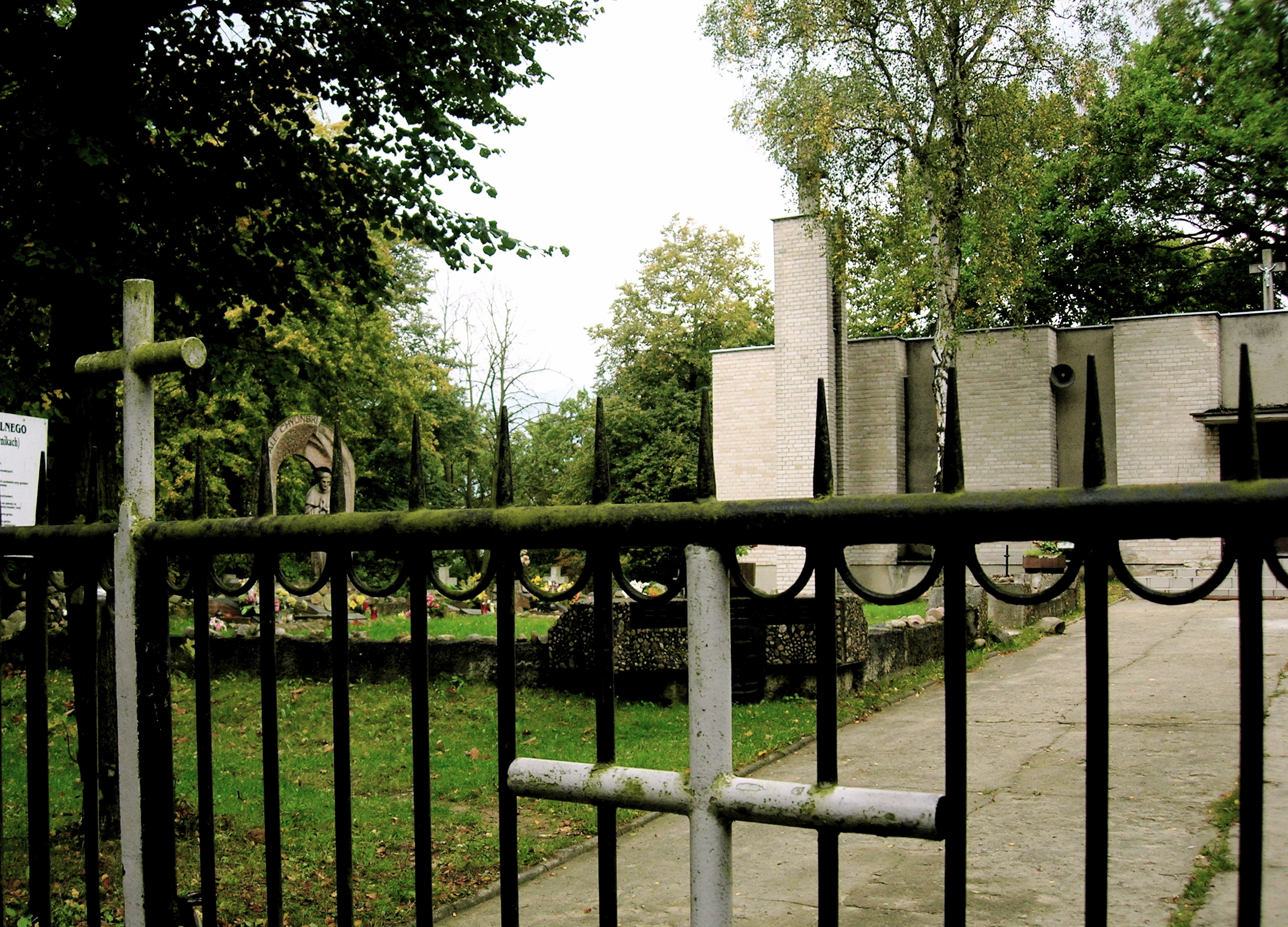
Cmentarz w Łodzi-Łagiewnikach